# Dearborn County

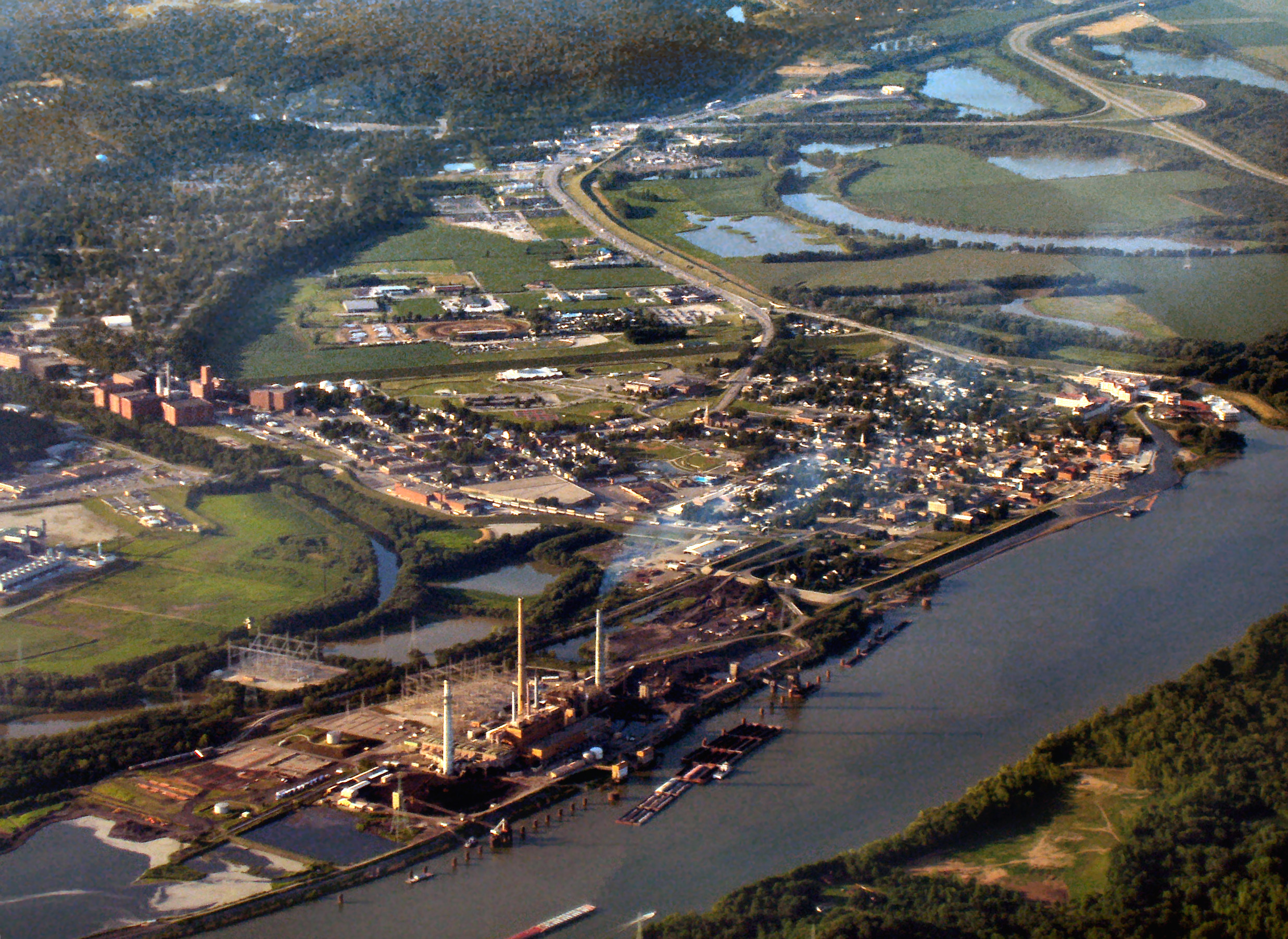
Lawrenceburg van bovenaf gezien

Dearborn County is een county in de Amerikaanse staat Indiana.
De county heeft een landoppervlakte van 790 km² en telt 46.109 inwoners (volkstelling 2000). De hoofdplaats is Lawrenceburg.